# Carl Vogel (Kunstsammler)
Carl Vogel (* 14. November 1923; † 5. Februar 2006 in Hamburg) war ein deutscher Kunstsammler und Präsident der Hamburger Hochschule für Bildende Künste (HfbK).

## Leben
Carl Vogel studierte Erziehungswissenschaften, Psychologie und Kunstgeschichte. Er war, wie seine Eltern, zunächst als Volksschullehrer tätig. 1962 wurde er Professor an der Hochschule für bildende Künste Hamburg, die er von 1976 bis 1989 als Präsident leitete.
Er war mit Horst Janssen befreundet und begleitete den Künstler seit seinen Studienzeiten auf der Hochschule, bis er sich in den 1980er Jahren mit ihm überwarf. Viele Originalgrafiken wurden von Janssen an Carl Vogel verschenkt und sind oftmals mit einer persönlichen Widmung Janssens versehen. Carl Vogel war ein streitbarer Geist mit einer spitzen Zunge, der sich immer konsequent auch für die eigene Sammlung einsetzte. Ab 1975 betreute Carl Vogel die Konzeption der Ausstellung im Clubheim der Deutschen BP und gab regelmäßig Ausstellungskataloge heraus. Er zeigte vor allem druckgrafische Arbeiten der europäischen Avantgarde, stellte aber auch mit Alfred Kubin und Gerhard Marcks traditionelle Positionen vor. 1979 gab er einen Rückblick auf die Druckgrafik des deutschen Informel.
Vogel sammelte vor allem zeitgenössische Druckgrafik. Die Sammlung des Ehepaars Vogel umfasste rund 15.000 Grafiken, Aquarelle, Zeichnungen, Gemälde, Objekte und Skulpturen. 1991 wurden in den Deichtorhallen circa 10.000 Exponate der Sammlung Vogel von ca. 250 verschiedenen Künstlern gezeigt. Auf der Insel Rügen, in der ehemaligen Kraft-durch-Freude-Ferienanlage in Prora, zeigen die Vogels seit 1996 große Teile ihrer Sammlung. Das Horst-Janssen-Museum in Oldenburg wurde mit ca. 1800 Originalblättern der Janssen-Sammlung des Ehepaars Carin und Carl Vogel im Jahr 2000 eröffnet. Ermöglicht wurde dies durch den Ankauf des Bestandes durch die Claus Hüppe-Stiftung in Oldenburg im Sterbejahr Horst Janssens 1995. Die Pläne für ein Janssen-Museum in Hamburg, der größte Wunsch Carl Vogel, konnte nicht realisiert werden. 2010 wurden die wertvollen Stücke der Sammlung Vogel im Auktionshaus Lempertz versteigert, das Multiple „Schlitten“ von Joseph Beuys erzielte einen Auktionsrekord.
Carl Vogel war bis April 2000 im Vorstand der Griffelkunst-Vereinigung Hamburg, die ihren Mitgliedern den Kauf von signierten Originalgrafiken ermöglicht. Im Zuge seiner Abwahl wurden Vogel Veruntreuung sowie fehlende Trennung seiner Vorstandsarbeit von der Sammlertätigkeit zum Vorwurf gemacht.